# Jan Durina
Jan Durina (* 1988 Liptovský Hrádok) je slovenský interdisciplinární umělec, pracující s fotografií, hudbou, performancí i textilem.

## Životopis
Narodil se v roce 1988 v Liptovském Hrádku . Absolvoval bakalářské studium v ateliéru prof. Anny Tretter na Katedře nových médií Fakulty umění Technické Univerzity v Košicích (2007 – 2011) av ateliéru fotografie na Akademii výtvarného umění v Krakově (2009 – 2010). V magisterském studiu pokračoval na Vysoké škole výtvarných umění v Bratislavě na Katedře intermédií v ateliéru Antona Černého (2012 – 2014). Zvláště vystavoval v Německu, Francii, Čechách, Polsku, Itálii, na Slovensku. Durinovy výtvory jsou v soukromých sbírkách na Slovensku, Česku, Polsku, Německu, USA, Anglii a v Nizozemsku.
V roce 2017 představil audiovizuální performance s projektem For You Katrina, se kterou vystupoval ve více evropských městech a zahrál mimo jiné na festivalu Creepy Teepee či v Säule, části legendárního berlínského klubu Berghain. V roce 2019 uvedl jeho nový hudební projekt Ephemeral Harms a následně vystoupil v berlínském Klosterruinu s performance School of Harms, která vznikla ve spolupráci se třemi autory - Tamarou Antonijević, Henrike Kohpeiß a Philippem Wüschnerem.
Kromě uměleckých, hudebních a kurátorských projektů spolupracuje na performance projektu ROMEO & HELLION se slovenskou interdisciplinární umělkyní Miriamou Kardošovou. V roce 2019 se stal finalistou Ceny Oskára Čepana a vydal debutové album se současným hudebním projektem Ephemeral Harms. Aktuálně žije a tvoří v Praze.

## Tvorba
Jeho vizuální a mnohdy až teatrální díla zkoumají světy fantazie a vnitřního prožívání. Reflektují a zprostředkovávají vlastní zkušenost s duševním zdravím, spiritualitou, láskou a queer identitou.

### Výstavy
- 2011 – Twenty three years in that house, but the boy might still be alive, Sourmilk Art Gallery, Menzago di Sumirago, Taliansko[2]
- 2012 – To není obraz, To je stín, Make Up gallery, Košice
- 2012 – Sometimes I Fight, Sometimes I Give Up (Photomonth in Krakow), F.A.I.T. gallery, Polsko
- 2012 – Those Girls, Galerie Art, Brno, Česko
- 2013 – Présentation de l’artist Jan Durina, Galerie La Traverse, Marseille, Francie
- 2014 – I dream of you, Henry, YMCA, Bratislava,
- 2015 – Studies, Jiri Svestka Gallery Berlin, Berlín, Německo
- 2016 – Chlapcova hlava, A.M.180 Gallery, Praha, Česko
- 2017 – Recent Works, Hosek Contemporary, Berlín, Německo
- 2019 – Horal, Ľudovít Fulla Gallery (SNG), Ružomberok
- 2019 – HASARSIZ, Hayy Open Space, Izmir, Turecko
- 2019 – HUMAN THIRST (Pauline Canavesio & Jan Durina), ACUD GALERIE, Berlín, Německo
- 2020 – DEVIL NINJA THORAX, 30th Month of Photography, Stredoeurópsky dom fotografie, Galéria Martina Martinčeka, Bratislava
- 2022 – RACING THOUGHTS, Galéria Tabačka, Košice